# Petriaksi
Petriaksi (en rus: Петряксы) és un poble de l'óblast de Nijni Nóvgorod, a Rússia, segons el cens del 2010 tenia 878 habitants, és la seu administrativa del districte homònim.